# Robert Schyberg
Johannes Robert Schyberg (født 8. juli 1872, død 19. december 1946) var en dansk skuespiller og fotograf.

## Duel og fængsel
I februar 1900 optrådte Schyberg i Holberg-stykket Gert Westphaler på Det Kongelige Teater. Edvard Brandes anmeldte stykket i Politiken og antydede at Schyberg havde gjort i bukserne.
Denne fornærmelse tog Schyberg meget ilde op, ikke mindst fordi han mente, at Brandes systematisk forfulgte Det Kongelige Teaters skuespillere som led i en radikal kamp mod den konservative kulturbastion. Han opsøgte Brandes på åben gade uden for Politiken og slog ham i ansigtet med ordene "Ved De at De er en Æsel!" Det udviklede sig til en art fægtekamp mellem den rasende Brandes, som kæmpede med sin paraply mod Schyberg, der for sin del fægtede med en kraftig stok, som han havde købt umiddelbart før episoden, og kampen førte så vidt, at paraplyen knækkede.
Som planlagt af Schyberg vakte optrinnet stor opsigt, og følgende hånede den konservative presse, i særdeleshed Forposten, Brandes for at være blevet pryglet offentligt ved flere lejligheder uden at kræve oprejsning ved en duel. At prygle dr. Brandes var åbenbart en ufarlig forlystelse, skrev bladet.
Brandes krævede, at teateret fyrede Schyberg, og teaterchefen, Grev Christian Conrad Sophus Danneskiold-Samsøe, forsøgte at få Schyberg til i det mindste at undskylde. Schyberg nægtede dog og skrev i stedet et hånligt indlæg om Brandes i Vort Land, hvilket teaterchefen takserede til 14 spilledages karantæne.
Til overraskelse for mange, ikke mindst Schyberg selv, var Brandes nu alligevel blevet så provokeret, at han udfordrede ham til duel. Brandes valgte, som udfordrer, at de skulle duellere på pistoler − hvilket utvivlsomt var klogt, eftersom Schyberg som kongelig skuespiller naturligvis havde modtaget fægtetræning.
Den 10. februar mødtes de til duel i Ermelunden, men de regler, som sekundanterne havde aftalt for duellen, tillod næppe duellanterne at tage ordentligt sigte før affyring, og ingen af skuddene ramte. De mediebevidste duellanter udsendte efterfølgende straks en pressemeddelelse om duellens forløb, men i stedet for at give oprejsning vakte historien stor latter i den københavnske offentlighed og førte blot til mere hån og opfindsomme pressehistorier om duellens komiske forløb − historier, som efterfølgende affødte højtidelige officielle dementier fra sekundanterne.
Da dueller længe havde været forbudt, resulterede historien i sidste ende i, at begge kamphaner blev idømt 14 dages hæfte. Brandes benyttede fængselsopholdet til at lære nederlandsk.

## Filmografi
- Prinsens Kærlighed (1920) - Fyrst Theodor von Grünburg
- En ensom Kvinde (1917) - Jackson, professorens assistent
- Forbryderkongens Datter (1917) - Instruktion
- Naar Hjertet sælges (1917) - Finansministeren
- Hjertestorme (1916) - Ernst Klarskov
- Sønnen (1916) - Medvirkende
- Spiritisten (1916) - John Kinley
- For sin Dreng (1916) - Joseph Simpson, bogholder
- Vaadeskudet (1916) - Thomas Wintersburg, politiker
- Lotteriseddel No. 22152 (1916) - Medvirkende
- Fyrstindens Skæbne (1916) - Ernesto Rée, fyrstens sekretær
- Giftpilen (1916) - Retspræsidenten
- Stakkels Meta (1916) - Grev von Winnigen, gesandt
- Grubeejerens Død (1916) - Grubeejer Werner
- Evangeliemandens Liv (1915) - Medvirkende
- Penge (1915) - Hamelin, ingeniør, Saccards ven
- Nattens Gaade (1915) - Grev Tarsis
- Den hvide Rytterske (1915) - Henri Parker, dr. med.
- Detektivens Barnepige (1914) - Barker, detektiv
- Ungdomssynd (1914) - Ferdinand
- Opiumsdrømmen (1914) - Hugo von Kauffmann
- De røvede Kanontegninger (1914) - Baron Borkum, legationssekretær
- De Dødes Ø (1913) - Fyrst Udo von Freundsberg
- Hvem var Forbryderen? (1913) - Aage Hagen, Kurts ven
- Manden med Kappen (1913) - Advokat Bang
- Dr. Gar el Hamas Flugt (1912) - Dr. Watson, læge og privatdetektiv
- Spejderen (1912) - Manus
- Det blaa Blod (1912) - Grev Ove Sparre
- De to Brødre (1912) - Dr. med. Max Clemens
- Konfetti (1912) - En ung præst